# أوني (مدينة فرنسية)

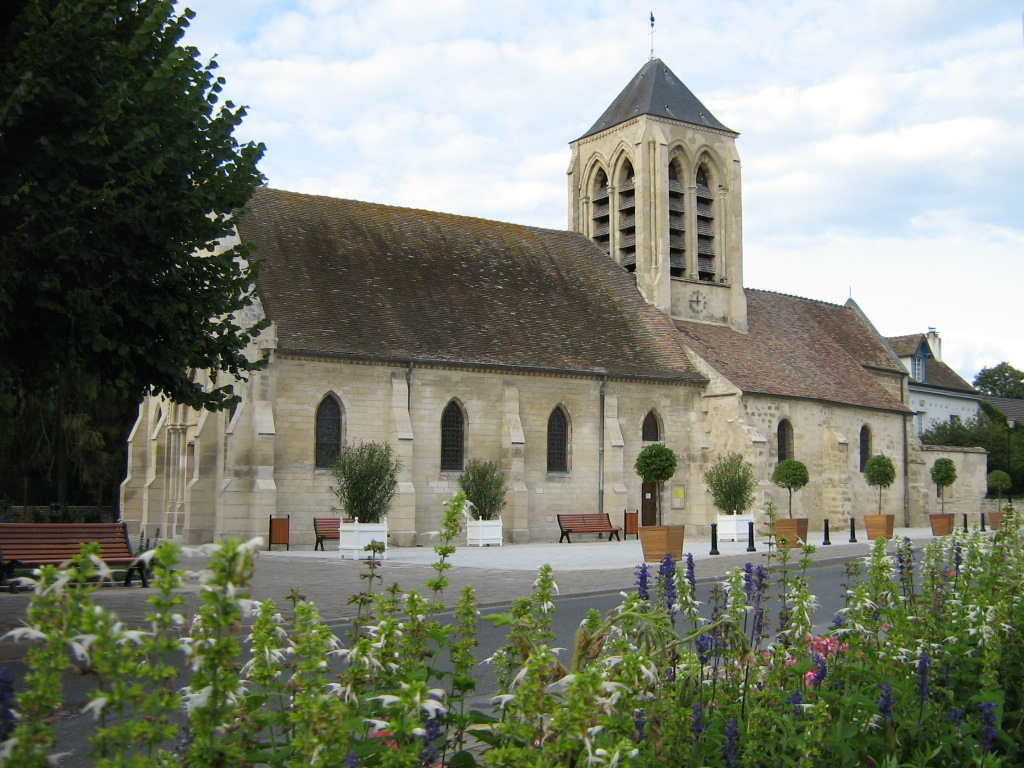
كنيسة أوني.

أوني (بالفرنسية: Osny) مدينة فرنسية تقع في فال دواز.